# 芒特勞雷爾 (新澤西州)
芒特勞雷爾（英語：Mount Laurel）是位於美國新澤西州伯靈頓縣的一個鎮區。

## 地方資料
芒特勞雷爾的面積為56.95平方千米，當中陸地面積為56.26平方千米，而水域面積為0.69平方千米。根據2020年美國人口普查的數據，當地共有人口44633人，而人口密度為每平方千米783.72人。